# Conseillers généraux du Pas-de-Calais (2011-2015)
Les conseillers généraux du Pas-de-Calais sont au nombre de 77. Le président est depuis 2004 Dominique Dupilet (PS). Il est entouré de 14 vice-présidents.

## Composition du conseil général

### Exécutif départemental

#### Premier vice-président: Michel Vancaille
Le Premier Vice-Président du Conseil général du Pas-de-Calais est Michel Vancaille (PS).Il est chargé des pôles de compétitivité, la recherche, la planification, le développement économique, le programme départemental de l'habitat et la sécurité routière.
Michel Vancaille a été maire de Bully-les-Mines de mars 1983 jusque janvier 2002, date à laquelle il passe le relais à François Lemaire. Il est conseiller général du canton de Bully-les-Mines depuis sa création en 1992, au moment de la division du canton de Liévin-Nord-Ouest en deux cantons: Sains-en-Gohelle et Bully-les-Mines. Il a été aussi Président de la Communaupole de Lens-Liévin avant de quitter son poste, il reste néanmoins Vice-Président de cette intercommunalité, il est chargé des questions relatives à l'habitat.

#### Deuxième vice-président
Françoise Rossignol (PS): elle est élue pour la première fois en 1998, sur le Canton de Dainville, succédant ainsi à Jean-Marie Truffier (UDF). Elle est maire de Dainville depuis 2008.
Elle est chargée de la politique éducative départemental.

#### Troisième vice-président
Jean-Claude Leroy (PS): il est élu pour la première fois en 1988, sur le Canton de Lumbres, succédant à Jean-Claude Quenon (PS). Il est également député depuis 2000. Il est chargé de l'agriculture, le monde rural, la pêche, la voirie départementale, et les infrastructures.

#### Quatrième vice-président
Dominique Watrin (PCF): il est élu pour la première fois en 2011, sur le Canton de Rouvroy, succédant à Yves Coquelle (PCF). Il est chargé des personnes âgées.

#### Cinquième vice-président
Michel Dagbert (PS): il est élu pour la première fois en 2002, sur le Canton de Barlin, succédant à Joseph Brabant (PS). Il est également maire de Barlin depuis 2002. Il est chargé des ressources humaines.

#### Sixième vice-président
Hervé Poher (PS): il est élu pour la première fois en 1994, sur le canton de Guînes, succédant à Henri Collette (RPR).  Il est chargé de l'environnement, du développement durable, de la santé et de la mobilité (transport). Depuis 1997, Président d'Eden 62, syndicat mixte qui gère les Espaces Naturels Sensibles, il est aussi responsable de l'Opération Grands Sites (OGS), sur les sites du Cap Blanc-Nez et cap Gris-nez. Maire de Guines de 1995 à 2007, il est encore adjoint de la commune et Président de la communauté de communes des Trois-Pays, membre du Parc des Caps et Marais d'Opale. Élu Président du Comité de Bassin de l'Agence de l'eau Artois-Picardie, en 2004, il a été réélu régulièrement depuis cette date.

#### Septième vice-président
Michel Lefait (PS): il est élu pour la première fois en 1985, sur le canton d'Arques. Il est député depuis 1997. Il est chargé des affaires européennes.

#### Huitième vice-président
Thérèse Guilbert (PS): elle est élue pour la première en 2001, sur le Canton d'Outreau, succédant à Roger Dernoncourt (PS). Elle est également maire d'Outreau depuis 2005. Elle est chargée de l'action culturelle.

#### Neuvième vice-président
Yves Druon (PCF): il est élu pour la première fois en 1995, sur le canton d'Harnes, succédant à André Bigotte (PCF).  Il est chargé de la politique familiale.

#### Dixième vice-président
Jean-Pierre Corbisez (PS): il est élu pour la première fois en 2001, sur le Canton de Courrières, succédant à Albert Facon (PS). Il est également maire d'Oignies depuis 1995. Il est chargé du handicap.

#### 11evice-président
Alain Lefebvre (PS): Il est élu pur la première fois en 1992   sur le Canton de Sains-en-Gohelle. Il est également maire d'Aix-Noulette depuis 1977. Il est chargé du RSA.

#### 12evice-président
Didier Hiel (PS): Il est élu pour la première fois en 2001, sur le Canton de Wingles, il succède à Marcel Cabiddu (PS). Il est également maire de Vendin-le-Vieil depuis 1989.
Il est chargé des sports.

#### 13evice-président
Olivier Majewicz (PS): Il est élu pour la première fois en 2004, sur le Canton d'Audruicq, il succède à Albert Doublet (RPR). Il est également maire d'Oye-plage depuis 2008. Il est chargé de la jeunesse.

#### 14evice-président
Jean-Claude Juda (PCF): Il est élu pour la première fois en 2001, sur le Canton de Samer,il succède à Jean Bardol (PCF). Il est également maire de Saint-Étienne-au-Mont depuis 1990. Il est chargé des nouvelles technologies.

### Les conseillers généraux par groupe

#### Groupe PS et apparentés
- Odette Duriez (PS) : Elle est élue pour la première fois en 2004, sur le canton de Cambrin, elle succède à Jean-Marc Déalet (PCF). Elle est maire de Cambrin depuis 1989 et député depuis 2004. Elle est présidente de la première commission (Politiques des Développements Économiques, du Tourisme, de la Recherche, de l'Insertion par l'Emploi et de l'Habitat).

- Marie-Paule Ledent (PS) : Elle est élue pour la première fois en 2004, sur le canton de Lens-Nord-Est, elle succède à Jean-Claude Bois(PS). Elle est présidente de la deuxième commission (Politiques Sociales et Familiales, de la Santé et de l'Insertion Sociale).

- Jean-Claude Dissaux (PS): Il est élu pour la première fois en 2008, sur le canton d'Aire-sur-la-Lys, il succède à Françoise Henneron (UMP). Il est maire d'Aire-sur-la-Lys depuis 2008.

- Nicolas Desfachelle (DVG): Il est élu sur le canton d'Arras-Nord en 2011 succédant à Jean-Pierre Deleury (PS). Il est maire de Saint-Laurent-Blangy depuis 2014[1].

- Jean-Louis Cottigny (PS): Il est élu sur le canton d'Arras-Sud en 1992 succédant à Michel Darras (PS). Il a été député européen de 1997 à 2014 ainsi que maire de Beaurains de 1984 à 2004.

- Jean-Michel Desailly (PS): Il est élu sur le canton d'Aubigny-en-Artois en 1994 succédant à Georges Caron (UDF).Il est maire d' Aubigny-en-Artois depuis 2001.

- Henri Dejonghe (PS): 	Il est élu sur le Canton d'Auxi-le-Château en 2008[2] succédant à Roger Pruvost (DVD). Il est maire d'Auxi-le-Château depuis 2001.

- Jean-Pierre Defontaine (PS): Il est élu sur le canton d'Avesnes-le-Comte en 2004 [3]  succédant à Louis Petit (UDF). Il a été député de 1978 à 1986 et de 1988 à 2007. Il a également été maire d'Hénin-sur-Cojeul de 1983 à 1995.

- Véronique Thiébaut (PS): Elle succède à Jean-Jacques Cottel (PS) en 2014 sur le canton de Bapaume, à la suite de sa démission. Elle est maire de Biefvillers-lès-Bapaume depuis 2001.

- Jean-Claude Hoquet (PS): Il succède à Jean Bachelet (RPR) sur le  canton de Bertincourt en 1999. Il  est maire d'Hermies de 1999 à 2008.

- François Rossignol (PS): Elle est élue sur le canton de Dainville en 1998, succédant à Jean-Marie Truffier (UDF). Elle est maire de Dainville depuis 2008.

- Jean-Marie Olivier (PS): Il est élu sur le Canton d'Heuchin en 2006 succédant ainsi à Charles Delaire (UMP). Il est maire de Pernes depuis 2001.

- Julien Olivier (PS): Il est élu sur le Canton de Marquion en 2001, succédant à Michel Chopin (PS). Il a été maire de Marquion de 1983 à 2014.

- Maurice Louf (PS): Il est élu sur le canton de Saint-Pol-sur-Ternoise  de 2004 [4] succédant à Georges Debret (UDF). Il a été maire de  Saint-Pol-sur-Ternoise de 1992-1995, 2001-2008 et depuis 2011 .

- Bertrand Alexandre (MRC): Il est élu sur le canton de Vimy depuis 2011[5] succédant à Lionel Lancry (UMP).